# 國殤虞美人花

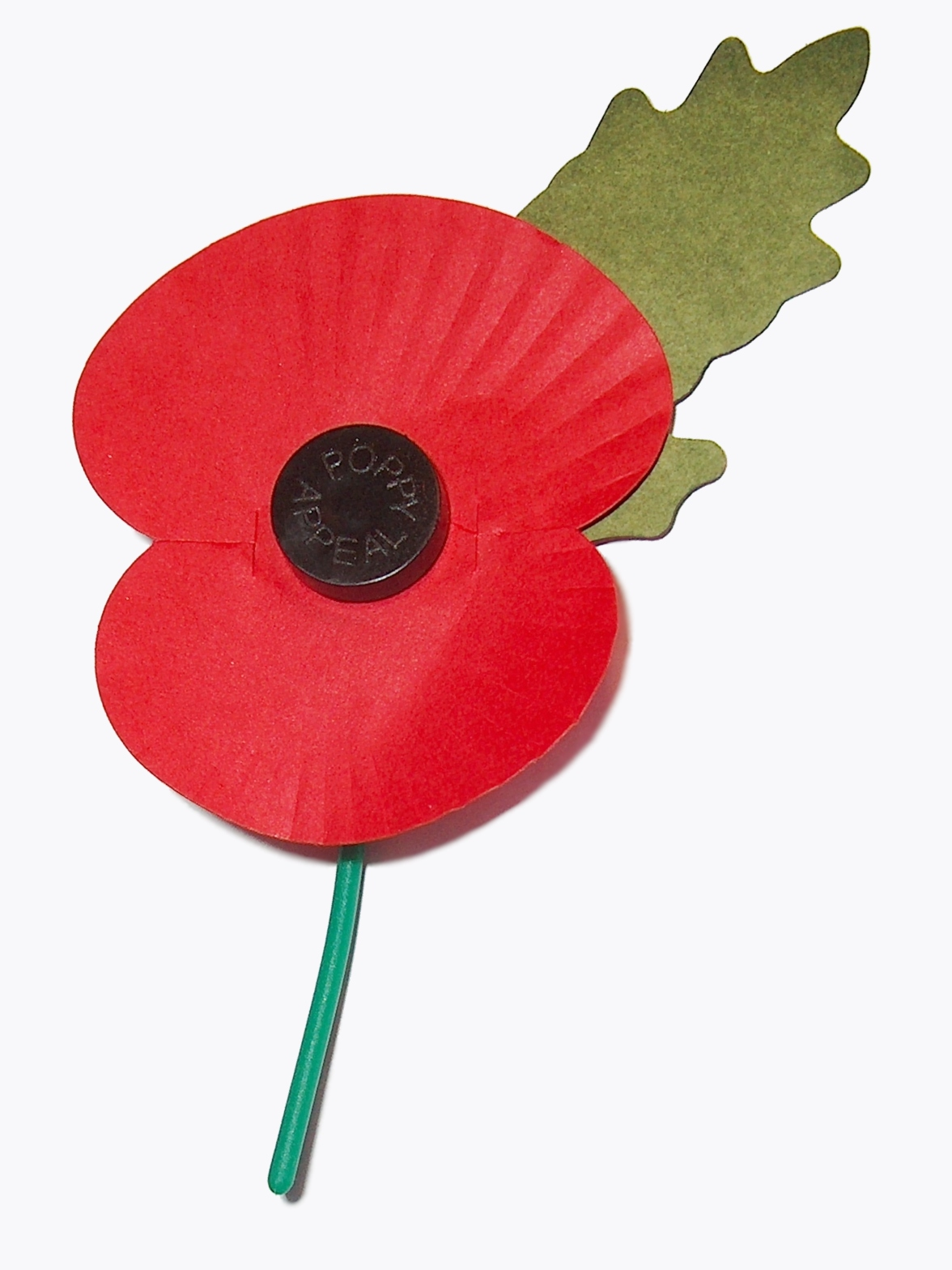
虞美人花襟章

國殤虞美人花（英語：Remembrance poppy），又译国殇罂粟花，是1920年後歐洲用來紀念在戰爭中過世的士兵的虞美人花。源自於1930年，因為《在法蘭德斯戰場》（In Flanders Fields）這首詩中，提及在第一次世界大戰戰場上的虞美人花，美國軍團因此以虞美人花來紀念在第一次世界大戰中過世的美國軍人。英國、加拿大、澳大利亞與紐西蘭的退伍軍人，也採納這個習俗。在歐美地區紀念一次大戰和二次大戰結束的國殤紀念日，大多數參戰國官員及民眾會在胸前衣襟佩帶虞美人花以作悼念。

## 外部連結
维基共享资源上的相關多媒體資源：國殤虞美人花